# 马萨和科齐莱
马萨和科齐莱（義大利語：Massa e Cozzile），是意大利托斯卡纳大区皮斯托亚省的一个市镇。总面积16.01平方公里，人口7881人，人口密度492.3人/平方公里（2009年）。ISTAT代码为047008。